# Căliman
Căliman (čti [Kəliman]) nebo Munții Călimani (Kalimanské hory) je pohoří v severním Rumunsku. Patří k sopečnému pásmu Vnitřních Východních Karpat. Z hlediska rumunského členění rumunských Východních Karpat patří do střední skupiny zvané Carpații Moldo-Transilvani (Moldavsko-transylvánské Karpaty). Nejvyšší vrchol Pietrosul Călimanilor dosahuje 2100 m n. m.
Căliman je na severu údolím Dorny oddělen od pohoří Bârgău a Suhard, na východě v sedle Păltiniș sousedí s pohořím Bistrița. Na jihu ho řeka Mureș (Maruše) odděluje od pohoří Gurghiu, na západě spadá do Transylvánské vrchoviny.
Căliman je mladé pohoří, které vzniklo ve třetihorách. Patří do 150 km dlouhého sopečného pásu, který začíná pohořím Bârgău a pokračuje přes Căliman, Gurghiu a Harghitu až k Băile Tușnad severně od Brašova. Nejvyšší vrcholky Călimanu jsou vlastně zbytky okraje obrovského kráteru o šířce 8 až 12 km (dnes podkovovitý hřeben vymezený vrcholy Căliman Cerbul (2015 m), Căliman Izvor (2033 m), Pietrosul (2102 m) a Lucaciul (1769 m)). Na svazích hory Negoiul Romănesc (1884 m) se těžila síra.